# Кеннеді-Медоус (Каліфорнія)
Кеннеді-Медоус (англ. Kennedy Meadows) — переписна місцевість (CDP) в США, в окрузі Туларе штату Каліфорнія. Населення — 58 осіб (2020).

## Географія
Кеннеді-Медоус розташоване за координатами 36°0′28″ пн. ш. 118°6′36″ зх. д. / 36.00778° пн. ш. 118.11000° зх. д. (36.007639, -118.109947).  За даними Бюро перепису населення США в 2010 році переписна місцевість мала площу 15,08 км², уся площа — суходіл.

## Демографія
Згідно з переписом 2010 року, у переписній місцевості мешкало 28 осіб у 15 домогосподарствах у складі 10 родин. Густота населення становила 2 особи/км².  Було 103 помешкання (7/км²).
Расовий склад населення:
| - 89,3 % — білих - 3,6 % — корінних американців - 7,1 % — осіб інших рас |

До двох чи більше рас належало 0,0 %. Частка іспаномовних становила 10,7 % від усіх жителів.
За віковим діапазоном населення розподілялося таким чином: 10,7 % — особи молодші 18 років, 46,4 % — особи у віці 18—64 років, 42,9 % — особи у віці 65 років та старші. Медіана віку мешканця становила 61,0 року. На 100 осіб жіночої статі у переписній місцевості припадало 115,4 чоловіків;  на 100 жінок у віці від 18 років та старших — 108,3 чоловіків також старших 18 років.
Цивільне працевлаштоване населення становило 19 осіб. Основні галузі зайнятості: будівництво — 100,0 %.